# Liste des planètes mineures non numérotées découvertes en février 2011
Pour un article plus général, voir Liste des planètes mineures non numérotées découvertes en 2011.
Pour un article plus général, voir Liste des planètes mineures.
Cet article dresse la liste des planètes mineures (astéroïdes, centaures, objets transneptuniens et assimilés) non numérotées découvertes en février 2011 dans l'ordre de leur découverte.
Au 15 janvier 2025, 661 077 des 1 434 993 planètes mineures répertoriées par le Centre des planètes mineures ne sont pas encore numérotées, soit 46,07 %.

## Rappel concernant la désignation provisoire
La désignation provisoire indique l'ordre de découverte de ces objets. En effet, cette désignation est composée de l'année de découverte (par exemple 2011) suivie de la quinzaine (demi-mois) de découverte (p.e. A = 1-15 janvier) puis de l'ordre de découverte dans cette quinzaine. Cet ordre est indiqué par une lettre et éventuellement un chiffre comme suit : A pour la première découverte, B pour la deuxième, ..., Z pour la 25e (le I n'est pas utilisé pour éviter la confusion avec 1), A1 pour la 26e, B1 pour la 27e, etc. , Z1 pour la 50e, A2 pour la 51e, B2 pour la 52e, etc. L'ordre de la numérotation ne suit donc pas l'ordre alphanumérique. 2011 AA1 suit ainsi 2011 AZ et précède 2011 AB1.

## Liste

### Du1erau 15 février
- 2011 CB
- 2011 CD
- 2011 CN
- 2011 CN1
- 2011 CQ1
- 2011 CR1
- 2011 CN2
- 2011 CP2
- 2011 CT2
- 2011 CC3
- 2011 CY3
- 2011 CZ3
- 2011 CA4
- 2011 CR4
- 2011 CT4
- 2011 CU4
- 2011 CV4
- 2011 CG5
- 2011 CU6
- 2011 CY6
- 2011 CZ6
- 2011 CA7
- 2011 CB7
- 2011 CJ7
- 2011 CL7
- 2011 CN7
- 2011 CU7
- 2011 CW7
- 2011 CY7
- 2011 CB8
- 2011 CD8
- 2011 CE10
- 2011 CY10
- 2011 CC11
- 2011 CF11
- 2011 CN11
- 2011 CO11
- 2011 CX11
- 2011 CC12
- 2011 CG12
- 2011 CK12
- 2011 CL12
- 2011 CM12
- 2011 CO12
- 2011 CR12
- 2011 CB13
- 2011 CN13
- 2011 CP13
- 2011 CW13
- 2011 CH14
- 2011 CN14
- 2011 CO14
- 2011 CP14
- 2011 CU14
- 2011 CC15
- 2011 CD15
- 2011 CF15
- 2011 CL15
- 2011 CN15
- 2011 CR15
- 2011 CV15
- 2011 CO16
- 2011 CQ16
- 2011 CT16
- 2011 CY17
- 2011 CJ18
- 2011 CA19
- 2011 CB20
- 2011 CR20
- 2011 CU20
- 2011 CW20
- 2011 CY20
- 2011 CF21
- 2011 CG21
- 2011 CJ21
- 2011 CL21
- 2011 CP21
- 2011 CR21
- 2011 CT21
- 2011 CU21
- 2011 CB22
- 2011 CC22
- 2011 CD22
- 2011 CE22
- 2011 CF22
- 2011 CG22
- 2011 CH22
- 2011 CJ22
- 2011 CK22
- 2011 CL22
- 2011 CE23
- 2011 CJ23
- 2011 CU23
- 2011 CF24
- 2011 CN24
- 2011 CP24
- 2011 CP26
- 2011 CY26
- 2011 CC28
- 2011 CM28
- 2011 CP28
- 2011 CR28
- 2011 CL29
- 2011 CD30
- 2011 CG30
- 2011 CT30
- 2011 CG31
- 2011 CH31
- 2011 CL31
- 2011 CN31
- 2011 CR31
- 2011 CV31
- 2011 CC32
- 2011 CG33
- 2011 CH33
- 2011 CJ33
- 2011 CL33
- 2011 CR33
- 2011 CE34
- 2011 CJ34
- 2011 CM35
- 2011 CX35
- 2011 CY35
- 2011 CS36
- 2011 CT36
- 2011 CU36
- 2011 CX36
- 2011 CB37
- 2011 CD37
- 2011 CF37
- 2011 CB38
- 2011 CK38
- 2011 CL38
- 2011 CM38
- 2011 CU38
- 2011 CB39
- 2011 CJ39
- 2011 CK39
- 2011 CT39
- 2011 CV39
- 2011 CU40
- 2011 CA41
- 2011 CB41
- 2011 CF41
- 2011 CS41
- 2011 CU41
- 2011 CH42
- 2011 CQ42
- 2011 CF43
- 2011 CG43
- 2011 CH43
- 2011 CL43
- 2011 CP43
- 2011 CQ43
- 2011 CR43
- 2011 CS43
- 2011 CV43
- 2011 CX43
- 2011 CC44
- 2011 CG44
- 2011 CA45
- 2011 CE45
- 2011 CH45
- 2011 CJ45
- 2011 CL45
- 2011 CR45
- 2011 CV45
- 2011 CJ46
- 2011 CK46
- 2011 CN46
- 2011 CU46
- 2011 CV46
- 2011 CW46
- 2011 CX46
- 2011 CY46
- 2011 CO47
- 2011 CB48
- 2011 CY48
- 2011 CO49
- 2011 CQ49
- 2011 CR49
- 2011 CB50
- 2011 CD50
- 2011 CE50
- 2011 CF50
- 2011 CG50
- 2011 CH50
- 2011 CJ50
- 2011 CK50
- 2011 CL50
- 2011 CM50
- 2011 CF51
- 2011 CH51
- 2011 CK51
- 2011 CN51
- 2011 CA52
- 2011 CC52
- 2011 CD52
- 2011 CE52
- 2011 CG52
- 2011 CQ52
- 2011 CR52
- 2011 CW52
- 2011 CM53
- 2011 CP53
- 2011 CA54
- 2011 CG54
- 2011 CH54
- 2011 CK54
- 2011 CQ54
- 2011 CT54
- 2011 CX54
- 2011 CC55
- 2011 CK55
- 2011 CO55
- 2011 CV55
- 2011 CW55
- 2011 CX55
- 2011 CD56
- 2011 CE56
- 2011 CG56
- 2011 CJ56
- 2011 CN56
- 2011 CQ56
- 2011 CS56
- 2011 CU56
- 2011 CY56
- 2011 CL57
- 2011 CR57
- 2011 CY57
- 2011 CB58
- 2011 CD58
- 2011 CP58
- 2011 CV58
- 2011 CB59
- 2011 CC59
- 2011 CF59
- 2011 CJ59
- 2011 CW59
- 2011 CZ59
- 2011 CC60
- 2011 CD60
- 2011 CF60
- 2011 CJ60
- 2011 CN60
- 2011 CA61
- 2011 CL61
- 2011 CP61
- 2011 CQ61
- 2011 CU61
- 2011 CX61
- 2011 CD62
- 2011 CH62
- 2011 CM62
- 2011 CN62
- 2011 CO62
- 2011 CQ62
- 2011 CR62
- 2011 CB63
- 2011 CH63
- 2011 CO63
- 2011 CQ63
- 2011 CX63
- 2011 CW64
- 2011 CB65
- 2011 CD65
- 2011 CF65
- 2011 CH65
- 2011 CP65
- 2011 CZ65
- 2011 CD66
- 2011 CE66
- 2011 CF66
- 2011 CG66
- 2011 CV66
- 2011 CC67
- 2011 CJ67
- 2011 CL67
- 2011 CP68
- 2011 CV68
- 2011 CL69
- 2011 CM69
- 2011 CR69
- 2011 CY69
- 2011 CH71
- 2011 CV71
- 2011 CY71
- 2011 CM73
- 2011 CA75
- 2011 CV75
- 2011 CY77
- 2011 CG78
- 2011 CP78
- 2011 CB79
- 2011 CF79
- 2011 CO79
- 2011 CY79
- 2011 CA80
- 2011 CE80
- 2011 CF80
- 2011 CL80
- 2011 CO80
- 2011 CU80
- 2011 CZ80
- 2011 CC81
- 2011 CJ81
- 2011 CO81
- 2011 CQ81
- 2011 CT81
- 2011 CU81
- 2011 CD82
- 2011 CG82
- 2011 CK82
- 2011 CR82
- 2011 CT82
- 2011 CU82
- 2011 CV82
- 2011 CW82
- 2011 CX82
- 2011 CZ82
- 2011 CA83
- 2011 CD83
- 2011 CK83
- 2011 CN83
- 2011 CS83
- 2011 CW83
- 2011 CX83
- 2011 CY83
- 2011 CD84
- 2011 CJ84
- 2011 CK84
- 2011 CL84
- 2011 CN84
- 2011 CQ84
- 2011 CR84
- 2011 CW84
- 2011 CX84
- 2011 CA86
- 2011 CX86
- 2011 CA87
- 2011 CF87
- 2011 CR87
- 2011 CK89
- 2011 CQ89
- 2011 CR89
- 2011 CS89
- 2011 CT89
- 2011 CU89
- 2011 CV89
- 2011 CX89
- 2011 CE90
- 2011 CF90
- 2011 CG90
- 2011 CM90
- 2011 CS90
- 2011 CT90
- 2011 CU90
- 2011 CY90
- 2011 CA91
- 2011 CJ92
- 2011 CK92
- 2011 CM92
- 2011 CN92
- 2011 CQ92
- 2011 CV92
- 2011 CX92
- 2011 CD93
- 2011 CG93
- 2011 CJ93
- 2011 CN93
- 2011 CO93
- 2011 CQ93
- 2011 CS93
- 2011 CT93
- 2011 CU93
- 2011 CZ93
- 2011 CC94
- 2011 CD94
- 2011 CG94
- 2011 CH94
- 2011 CJ94
- 2011 CK94
- 2011 CL94
- 2011 CM94
- 2011 CN94
- 2011 CR94
- 2011 CV94
- 2011 CZ94
- 2011 CB95
- 2011 CC95
- 2011 CH95
- 2011 CJ95
- 2011 CK95
- 2011 CP95
- 2011 CT95
- 2011 CU95
- 2011 CW95
- 2011 CY95
- 2011 CA96
- 2011 CC96
- 2011 CF96
- 2011 CL96
- 2011 CM96
- 2011 CN96
- 2011 CT96
- 2011 CU96
- 2011 CG97
- 2011 CJ97
- 2011 CN97
- 2011 CO97
- 2011 CQ97
- 2011 CS97
- 2011 CY97
- 2011 CE98
- 2011 CG98
- 2011 CK98
- 2011 CL98
- 2011 CM98
- 2011 CR98
- 2011 CY98
- 2011 CZ98
- 2011 CG99
- 2011 CM99
- 2011 CO99
- 2011 CV99
- 2011 CW99
- 2011 CX99
- 2011 CY99
- 2011 CZ99
- 2011 CA100
- 2011 CC100
- 2011 CE100
- 2011 CM100
- 2011 CO100
- 2011 CU100
- 2011 CZ100
- 2011 CC101
- 2011 CE101
- 2011 CF101
- 2011 CH101
- 2011 CJ101
- 2011 CQ101
- 2011 CA102
- 2011 CB102
- 2011 CF102
- 2011 CH102
- 2011 CK102
- 2011 CS102
- 2011 CT102
- 2011 CX102
- 2011 CZ102
- 2011 CD103
- 2011 CL103
- 2011 CM103
- 2011 CQ103
- 2011 CR103
- 2011 CS103
- 2011 CV103
- 2011 CY103
- 2011 CZ103
- 2011 CA104
- 2011 CF104
- 2011 CG104
- 2011 CH104
- 2011 CO104
- 2011 CP104
- 2011 CQ104
- 2011 CX104
- 2011 CC105
- 2011 CF105
- 2011 CK105
- 2011 CS105
- 2011 CV105
- 2011 CG106
- 2011 CH106
- 2011 CN106
- 2011 CS106
- 2011 CX106
- 2011 CZ106
- 2011 CB107
- 2011 CG107
- 2011 CJ107
- 2011 CL107
- 2011 CN107
- 2011 CR107
- 2011 CZ107
- 2011 CL108
- 2011 CM108
- 2011 CN108
- 2011 CQ108
- 2011 CX108
- 2011 CB109
- 2011 CD109
- 2011 CK109
- 2011 CQ109
- 2011 CR109
- 2011 CZ109
- 2011 CF110
- 2011 CH110
- 2011 CP110
- 2011 CX110
- 2011 CC111
- 2011 CD111
- 2011 CF111
- 2011 CG111
- 2011 CM111
- 2011 CN111
- 2011 CS111
- 2011 CT111
- 2011 CV111
- 2011 CX111
- 2011 CF112
- 2011 CN112
- 2011 CS112
- 2011 CX112
- 2011 CZ112
- 2011 CA113
- 2011 CU113
- 2011 CY113
- 2011 CB114
- 2011 CD114
- 2011 CN114
- 2011 CQ114
- 2011 CT114
- 2011 CV114
- 2011 CW114
- 2011 CA115
- 2011 CB115
- 2011 CG115
- 2011 CM115
- 2011 CT115
- 2011 CV115
- 2011 CC116
- 2011 CG116
- 2011 CH116
- 2011 CJ116
- 2011 CT116
- 2011 CV116
- 2011 CX116
- 2011 CM117
- 2011 CP118
- 2011 CU118
- 2011 CQ119
- 2011 CW119
- 2011 CX119
- 2011 CY119
- 2011 CC120
- 2011 CE120
- 2011 CQ120
- 2011 CB121
- 2011 CJ121
- 2011 CL121
- 2011 CU121
- 2011 CE122
- 2011 CZ122
- 2011 CB123
- 2011 CM123
- 2011 CN123
- 2011 CR123
- 2011 CV123
- 2011 CZ123
- 2011 CB124
- 2011 CC124
- 2011 CD124
- 2011 CE124
- 2011 CF124
- 2011 CG124
- 2011 CH124
- 2011 CJ124
- 2011 CL124
- 2011 CM124
- 2011 CN124
- 2011 CO124
- 2011 CP124
- 2011 CQ124
- 2011 CV124
- 2011 CY124
- 2011 CC125
- 2011 CD125
- 2011 CF125
- 2011 CG125
- 2011 CK125
- 2011 CM125
- 2011 CO125
- 2011 CQ125
- 2011 CU125
- 2011 CV125
- 2011 CY125
- 2011 CZ125
- 2011 CA126
- 2011 CB126
- 2011 CD126
- 2011 CE126
- 2011 CG126
- 2011 CH126
- 2011 CJ126
- 2011 CK126
- 2011 CN126
- 2011 CT126
- 2011 CU126
- 2011 CV126
- 2011 CX126
- 2011 CZ126
- 2011 CA127
- 2011 CF127
- 2011 CJ127
- 2011 CS127
- 2011 CX127
- 2011 CY127
- 2011 CZ127
- 2011 CA128
- 2011 CB128
- 2011 CC128
- 2011 CD128
- 2011 CE128
- 2011 CH128
- 2011 CJ128
- 2011 CS128
- 2011 CT128
- 2011 CU128
- 2011 CW128
- 2011 CA129
- 2011 CB129
- 2011 CD129
- 2011 CE129
- 2011 CF129
- 2011 CG129
- 2011 CH129
- 2011 CJ129
- 2011 CK129
- 2011 CL129
- 2011 CM129
- 2011 CN129
- 2011 CO129
- 2011 CQ129
- 2011 CS129
- 2011 CT129
- 2011 CV129
- 2011 CW129
- 2011 CY129
- 2011 CZ129
- 2011 CA130
- 2011 CC130
- 2011 CD130
- 2011 CE130
- 2011 CH130
- 2011 CJ130
- 2011 CP130
- 2011 CQ130
- 2011 CW130
- 2011 CD131
- 2011 CG131
- 2011 CK131
- 2011 CL131
- 2011 CO131
- 2011 CP131
- 2011 CQ131
- 2011 CR131
- 2011 CS131
- 2011 CT131
- 2011 CU131
- 2011 CV131
- 2011 CW131
- 2011 CX131
- 2011 CY131
- 2011 CZ131
- 2011 CA132
- 2011 CB132
- 2011 CC132
- 2011 CE132
- 2011 CF132
- 2011 CG132
- 2011 CH132
- 2011 CR132
- 2011 CS132
- 2011 CY132
- 2011 CZ132
- 2011 CA133
- 2011 CB133
- 2011 CD133
- 2011 CE133
- 2011 CF133
- 2011 CK133
- 2011 CL133
- 2011 CP133
- 2011 CR133
- 2011 CS133
- 2011 CX133
- 2011 CY133
- 2011 CA134
- 2011 CB134
- 2011 CC134
- 2011 CG134
- 2011 CH134
- 2011 CL134
- 2011 CM134
- 2011 CQ134
- 2011 CR134
- 2011 CW134
- 2011 CX134
- 2011 CY134
- 2011 CZ134
- 2011 CA135
- 2011 CC135
- 2011 CE135
- 2011 CL135
- 2011 CM135
- 2011 CN135
- 2011 CO135
- 2011 CR135
- 2011 CS135
- 2011 CT135
- 2011 CU135
- 2011 CW135
- 2011 CX135
- 2011 CY135
- 2011 CZ135
- 2011 CA136
- 2011 CB136
- 2011 CE136
- 2011 CH136
- 2011 CK136
- 2011 CL136
- 2011 CM136
- 2011 CN136
- 2011 CO136
- 2011 CQ136
- 2011 CR136
- 2011 CS136
- 2011 CV136
- 2011 CW136
- 2011 CY136
- 2011 CZ136
- 2011 CA137
- 2011 CB137
- 2011 CC137
- 2011 CD137
- 2011 CE137
- 2011 CF137
- 2011 CG137
- 2011 CK137
- 2011 CM137
- 2011 CN137
- 2011 CO137
- 2011 CP137
- 2011 CR137
- 2011 CS137
- 2011 CU137
- 2011 CV137
- 2011 CW137
- 2011 CX137
- 2011 CY137
- 2011 CZ137
- 2011 CA138
- 2011 CB138
- 2011 CC138
- 2011 CE138
- 2011 CO138
- 2011 CQ138
- 2011 CS138
- 2011 CU138
- 2011 CV138
- 2011 CW138
- 2011 CZ138
- 2011 CB139
- 2011 CE139
- 2011 CF139
- 2011 CH139
- 2011 CJ139
- 2011 CL139
- 2011 CN139
- 2011 CP139
- 2011 CQ139
- 2011 CR139
- 2011 CT139
- 2011 CU139
- 2011 CV139
- 2011 CW139
- 2011 CC140
- 2011 CD140
- 2011 CE140
- 2011 CF140
- 2011 CG140
- 2011 CH140
- 2011 CJ140
- 2011 CK140
- 2011 CL140
- 2011 CM140
- 2011 CN140
- 2011 CR140
- 2011 CS140
- 2011 CU140
- 2011 CV140
- 2011 CW140
- 2011 CY140
- 2011 CA141
- 2011 CC141
- 2011 CE141
- 2011 CF141
- 2011 CG141
- 2011 CH141
- 2011 CJ141
- 2011 CR141
- 2011 CU141
- 2011 CX141
- 2011 CE142
- 2011 CF142
- 2011 CH142
- 2011 CJ142
- 2011 CN142
- 2011 CO142
- 2011 CP142
- 2011 CR142
- 2011 CS142
- 2011 CV142
- 2011 CW142
- 2011 CX142
- 2011 CY142
- 2011 CA143
- 2011 CC143
- 2011 CD143
- 2011 CE143
- 2011 CG143
- 2011 CH143
- 2011 CJ143
- 2011 CK143
- 2011 CM143
- 2011 CN143
- 2011 CO143
- 2011 CP143
- 2011 CQ143
- 2011 CR143
- 2011 CS143
- 2011 CT143
- 2011 CU143
- 2011 CV143
- 2011 CW143
- 2011 CX143
- 2011 CY143
- 2011 CZ143
- 2011 CA144
- 2011 CC144
- 2011 CE144
- 2011 CF144
- 2011 CG144
- 2011 CH144
- 2011 CJ144
- 2011 CK144
- 2011 CL144
- 2011 CM144
- 2011 CN144
- 2011 CP144
- 2011 CR144
- 2011 CS144
- 2011 CT144
- 2011 CU144
- 2011 CV144
- 2011 CW144
- 2011 CX144
- 2011 CY144
- 2011 CZ144
- 2011 CB145
- 2011 CC145
- 2011 CD145
- 2011 CE145
- 2011 CF145
- 2011 CG145
- 2011 CH145
- 2011 CJ145
- 2011 CK145
- 2011 CL145
- 2011 CM145
- 2011 CN145
- 2011 CO145
- 2011 CP145
- 2011 CQ145
- 2011 CR145
- 2011 CS145
- 2011 CT145
- 2011 CV145
- 2011 CW145
- 2011 CY145
- 2011 CA146
- 2011 CB146
- 2011 CC146
- 2011 CD146
- 2011 CF146
- 2011 CJ146
- 2011 CK146
- 2011 CN146
- 2011 CO146
- 2011 CR146
- 2011 CS146
- 2011 CT146
- 2011 CU146
- 2011 CV146
- 2011 CW146
- 2011 CZ146
- 2011 CA147
- 2011 CB147
- 2011 CC147
- 2011 CD147
- 2011 CE147
- 2011 CF147
- 2011 CH147
- 2011 CJ147
- 2011 CK147
- 2011 CL147
- 2011 CM147
- 2011 CN147
- 2011 CP147
- 2011 CS147
- 2011 CX147
- 2011 CY147
- 2011 CZ147
- 2011 CB148
- 2011 CC148
- 2011 CD148
- 2011 CE148
- 2011 CF148
- 2011 CG148
- 2011 CH148
- 2011 CK148
- 2011 CL148
- 2011 CM148
- 2011 CN148
- 2011 CR148
- 2011 CS148
- 2011 CT148
- 2011 CU148
- 2011 CV148
- 2011 CX148
- 2011 CY148
- 2011 CA149
- 2011 CB149
- 2011 CD149
- 2011 CE149
- 2011 CF149
- 2011 CH149
- 2011 CK149
- 2011 CQ149
- 2011 CR149
- 2011 CS149
- 2011 CT149
- 2011 CV149
- 2011 CW149
- 2011 CX149
- 2011 CY149
- 2011 CZ149
- 2011 CB150
- 2011 CC150
- 2011 CD150
- 2011 CE150
- 2011 CF150
- 2011 CG150
- 2011 CH150
- 2011 CJ150
- 2011 CK150
- 2011 CL150
- 2011 CN150
- 2011 CO150
- 2011 CP150
- 2011 CQ150
- 2011 CS150
- 2011 CT150
- 2011 CU150
- 2011 CV150
- 2011 CW150
- 2011 CX150
- 2011 CY150
- 2011 CZ150
- 2011 CA151
- 2011 CB151
- 2011 CC151
- 2011 CE151
- 2011 CF151
- 2011 CG151
- 2011 CJ151
- 2011 CL151
- 2011 CN151
- 2011 CO151
- 2011 CP151
- 2011 CQ151
- 2011 CR151
- 2011 CT151
- 2011 CU151
- 2011 CW151
- 2011 CZ151
- 2011 CA152
- 2011 CC152
- 2011 CE152
- 2011 CF152
- 2011 CG152
- 2011 CM152
- 2011 CP152
- 2011 CR152
- 2011 CT152
- 2011 CU152
- 2011 CV152
- 2011 CW152
- 2011 CX152
- 2011 CY152
- 2011 CZ152
- 2011 CA153
- 2011 CB153
- 2011 CC153
- 2011 CD153
- 2011 CE153
- 2011 CF153
- 2011 CG153
- 2011 CH153
- 2011 CJ153
- 2011 CL153
- 2011 CM153
- 2011 CN153
- 2011 CP153
- 2011 CQ153
- 2011 CR153
- 2011 CS153
- 2011 CU153
- 2011 CV153
- 2011 CW153
- 2011 CX153
- 2011 CY153
- 2011 CA154
- 2011 CC154
- 2011 CD154
- 2011 CE154
- 2011 CF154
- 2011 CG154
- 2011 CH154
- 2011 CJ154
- 2011 CL154
- 2011 CM154
- 2011 CO154
- 2011 CP154
- 2011 CQ154
- 2011 CR154
- 2011 CT154
- 2011 CU154
- 2011 CV154
- 2011 CX154
- 2011 CY154
- 2011 CZ154
- 2011 CA155
- 2011 CB155
- 2011 CC155
- 2011 CD155
- 2011 CF155
- 2011 CG155
- 2011 CH155
- 2011 CJ155
- 2011 CK155
- 2011 CL155
- 2011 CM155
- 2011 CN155
- 2011 CO155
- 2011 CP155
- 2011 CQ155
- 2011 CR155
- 2011 CS155
- 2011 CT155
- 2011 CU155
- 2011 CV155
- 2011 CW155
- 2011 CX155
- 2011 CY155
- 2011 CZ155
- 2011 CA156
- 2011 CB156
- 2011 CD156
- 2011 CE156
- 2011 CF156
- 2011 CG156
- 2011 CH156
- 2011 CJ156
- 2011 CK156
- 2011 CL156
- 2011 CM156
- 2011 CN156
- 2011 CO156
- 2011 CP156
- 2011 CQ156
- 2011 CR156
- 2011 CS156
- 2011 CT156
- 2011 CU156
- 2011 CV156
- 2011 CW156

### Du 16 au 28 février
- 2011 DG
- 2011 DJ
- 2011 DO
- 2011 DP
- 2011 DQ
- 2011 DR
- 2011 DS
- 2011 DV
- 2011 DW
- 2011 DD1
- 2011 DU1
- 2011 DM2
- 2011 DP2
- 2011 DS3
- 2011 DR4
- 2011 DU4
- 2011 DW4
- 2011 DX4
- 2011 DY4
- 2011 DD5
- 2011 DE5
- 2011 DM6
- 2011 DN6
- 2011 DS6
- 2011 DT6
- 2011 DZ6
- 2011 DD7
- 2011 DG7
- 2011 DK7
- 2011 DN7
- 2011 DQ7
- 2011 DS7
- 2011 DX7
- 2011 DR9
- 2011 DS9
- 2011 DT9
- 2011 DU9
- 2011 DG10
- 2011 DH10
- 2011 DK10
- 2011 DL10
- 2011 DV10
- 2011 DL12
- 2011 DA13
- 2011 DX13
- 2011 DY13
- 2011 DZ13
- 2011 DJ14
- 2011 DE15
- 2011 DG15
- 2011 DK15
- 2011 DM15
- 2011 DP15
- 2011 DW15
- 2011 DC16
- 2011 DG16
- 2011 DL16
- 2011 DY16
- 2011 DA17
- 2011 DB17
- 2011 DD17
- 2011 DK17
- 2011 DL17
- 2011 DU18
- 2011 DW18
- 2011 DA19
- 2011 DH20
- 2011 DO20
- 2011 DS20
- 2011 DH21
- 2011 DM21
- 2011 DF22
- 2011 DK22
- 2011 DL22
- 2011 DB26
- 2011 DQ26
- 2011 DA27
- 2011 DH27
- 2011 DK27
- 2011 DP27
- 2011 DR27
- 2011 DW27
- 2011 DX27
- 2011 DZ27
- 2011 DA28
- 2011 DS28
- 2011 DM29
- 2011 DU29
- 2011 DV29
- 2011 DW30
- 2011 DY30
- 2011 DD31
- 2011 DU31
- 2011 DE32
- 2011 DL32
- 2011 DP32
- 2011 DV32
- 2011 DH33
- 2011 DK33
- 2011 DL33
- 2011 DP33
- 2011 DQ33
- 2011 DB34
- 2011 DN34
- 2011 DP34
- 2011 DR34
- 2011 DV34
- 2011 DD35
- 2011 DE35
- 2011 DG35
- 2011 DH35
- 2011 DL35
- 2011 DP35
- 2011 DR35
- 2011 DZ35
- 2011 DR36
- 2011 DW36
- 2011 DJ37
- 2011 DP37
- 2011 DQ37
- 2011 DT37
- 2011 DW37
- 2011 DE38
- 2011 DR38
- 2011 DU38
- 2011 DW38
- 2011 DB39
- 2011 DE39
- 2011 DB40
- 2011 DN40
- 2011 DS40
- 2011 DH41
- 2011 DX41
- 2011 DC42
- 2011 DF42
- 2011 DG42
- 2011 DD43
- 2011 DN43
- 2011 DY43
- 2011 DA44
- 2011 DE44
- 2011 DF44
- 2011 DG44
- 2011 DM44
- 2011 DN44
- 2011 DR44
- 2011 DT44
- 2011 DB45
- 2011 DJ45
- 2011 DK45
- 2011 DF46
- 2011 DH46
- 2011 DJ47
- 2011 DL47
- 2011 DZ47
- 2011 DJ48
- 2011 DL48
- 2011 DP48
- 2011 DR48
- 2011 DU48
- 2011 DY48
- 2011 DD51
- 2011 DJ52
- 2011 DY52
- 2011 DE53
- 2011 DL53
- 2011 DW53
- 2011 DX53
- 2011 DD54
- 2011 DE54
- 2011 DH54
- 2011 DM54
- 2011 DN54
- 2011 DP54
- 2011 DS54
- 2011 DT54
- 2011 DW54
- 2011 DY54
- 2011 DE55
- 2011 DK55
- 2011 DM55
- 2011 DQ55
- 2011 DR55
- 2011 DT55
- 2011 DW55
- 2011 DY55
- 2011 DA56
- 2011 DD56
- 2011 DF56
- 2011 DG56
- 2011 DJ56
- 2011 DU56
- 2011 DV56
- 2011 DY56
- 2011 DZ56
- 2011 DA57
- 2011 DC57
- 2011 DE57
- 2011 DF57
- 2011 DG57
- 2011 DH57
- 2011 DK57
- 2011 DM57
- 2011 DN57
- 2011 DO57
- 2011 DP57
- 2011 DQ57
- 2011 DU57
- 2011 DW57
- 2011 DX57
- 2011 DB58
- 2011 DC58
- 2011 DG58
- 2011 DJ58
- 2011 DK58
- 2011 DL58
- 2011 DM58
- 2011 DN58
- 2011 DS58
- 2011 DT58
- 2011 DU58
- 2011 DV58
- 2011 DW58
- 2011 DX58
- 2011 DY58
- 2011 DZ58
- 2011 DA59
- 2011 DB59
- 2011 DD59
- 2011 DE59
- 2011 DG59
- 2011 DH59
- 2011 DN59
- 2011 DO59
- 2011 DQ59
- 2011 DR59
- 2011 DS59
- 2011 DT59
- 2011 DV59
- 2011 DW59
- 2011 DX59
- 2011 DY59
- 2011 DZ59
- 2011 DA60
- 2011 DC60
- 2011 DE60
- 2011 DG60
- 2011 DH60
- 2011 DJ60
- 2011 DK60
- 2011 DL60
- 2011 DM60
- 2011 DO60
- 2011 DP60
- 2011 DQ60
- 2011 DR60
- 2011 DS60
- 2011 DT60
- 2011 DU60
- 2011 DV60
- 2011 DW60
- 2011 DZ60
- 2011 DA61
- 2011 DB61
- 2011 DC61
- 2011 DD61
- 2011 DE61
- 2011 DF61
- 2011 DG61
- 2011 DH61
- 2011 DJ61
- 2011 DK61
- 2011 DL61
- 2011 DM61
- 2011 DN61
- 2011 DO61
- 2011 DP61
- 2011 DQ61
- 2011 DS61
- 2011 DT61
- 2011 DU61
- 2011 DV61
- 2011 DW61
- 2011 DX61
- 2011 DY61
- 2011 DZ61
- 2011 DA62
- 2011 DB62
- 2011 DC62
- 2011 DD62
- 2011 DE62
- 2011 DF62
- 2011 DG62
- 2011 DH62
- 2011 DJ62